# Verdienstorden

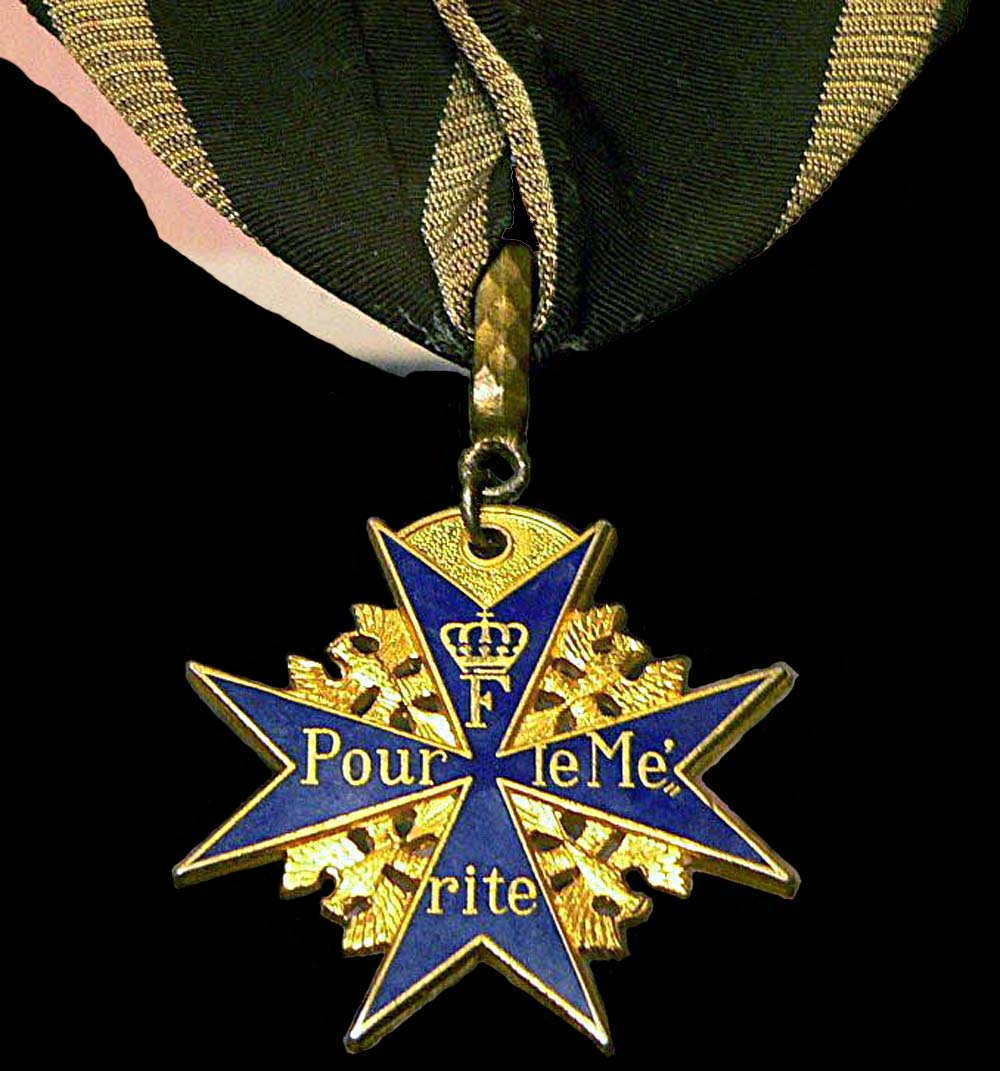
Der Orden Pour le Mérite war der erste Orden, der ausdrücklich „dem Verdienst“ gewidmet war. Er wurde 1740 durch Friedrich den Großen als Hausorden gestiftet, besaß ursprünglich nur eine Klasse und keine Statuten. Die Prinzipien der Verleihung waren nirgendwo festgelegt, was als Verdienst galt und wer den Orden erhielt, entschied der König nach eigenem Ermessen. Ab 1798 führte der Orden offiziell die Bezeichnung „Verdienstorden“. Im Zuge der preußischen Ordensreform wandelte Friedrich Wilhelm III. den Pour le Mérite in einen reinen Militär-Verdienstorden um. Am 18. Januar 1810 verfügte er, den Orden nur noch „für das im Kampfe gegen den Feind errungene Verdienst“ zu vergeben. Mit der Abdankung König Wilhelm II. am 28. November 1918 erlosch der Orden. Der seit 1810 mit dem Orden verbundene Ehrensold wurde auch in der Bundesrepublik gewährt. Der letzte Inhaber, Ernst Jünger, verstarb am 17. Februar 1998.

Verdienstorden sind staatliche Orden, die den Ordensträger für besondere Verdienste auszeichnen. Damit stehen sie im – nicht immer eindeutigen – Gegensatz zu Ritterorden, die einen bestimmten Zweck verfolgen, Hausorden um das Oberhaupt einer Dynastie, und Preisen, die anlassbezogen vergeben werden und deren Empfänger keine (auch nur symbolisch existierende) ordensähnliche, hierarchisch strukturierte Gemeinschaft bilden. Seit dem 19. Jahrhundert sind die meisten Orden Verdienstorden. Moderne Verdienstorden, beispielsweise der Verdienstorden der Bundesrepublik Deutschland (Bundesverdienstkreuz), besitzen häufig eine Einteilung, die sich an der Ehrenlegion orientiert, wobei die einzelnen Klassen auch noch weiter unterteilt sein können; In diesem Fall spricht man von Stufen. Sie werden in der Regel nicht mehr nach gesellschaftlichem oder militärischem Rang, sondern anhand meritokratischer Gesichtspunkte verliehen. Jedoch ist auch beim Bundesverdienstkreuz die höchste Stufe, die Sonderstufe des Großkreuzes, ausschließlich Staatsoberhäuptern vorbehalten.

## Geschichte
Verdienstorden entwickelten sich im 18. Jahrhundert aus den Ritter- und Hausorden, die meistens auf den Adel beschränkt waren. Dies schloss weite Teile der Bevölkerung, obwohl im Sinne des Staates arbeitend und dem Landesherrn treu ergeben, vom Auszeichnungswesen aus. Der absolutistisch geprägte Staat brachte eine Vielzahl verschiedener Behörden sowie ein stehendes Heer hervor, die ihrerseits wichtige Machtsäulen darstellten. Grundvoraussetzung dafür, diese Einrichtungen und Institutionen zentral organisieren und koordinieren zu können, waren verlässliche, treu ergebene Beamte und Offiziere. Ein neu entstandener Dienstadel sowie Fachleute aus dem Bürgertum übernahmen verstärkt wichtige Funktionen in Ämtern und Behörden. Zudem war das 18. Jahrhundert von zahlreichen dynastischen Kriegen geprägt. Kein Landesherr konnte es sich erlauben, Belohnungen für Militär und Kriegsverdienste lediglich auf die Vertreter des Adels zu beschränken, was einen grundlegenden Wandel des Ordenswesens zur Folge hatte und seinen Ausdruck im Entstehen der Verdienstorden fand. Die frühen Zivil- und Militär-Verdienstorden des späten 17. und 18. Jahrhunderts zeichnen sich durch ihren Übergangscharakter innerhalb der Entwicklungsgeschichte des Auszeichnungswesens aus.
War die Aufnahme in einen Ritterorden eine landesherrliche Gunsterweisung und hauptsächlich mit einem besonderen Treueverhältnis zum Souverän verbunden, so stellen Verdienstorden darüber hinaus ein hoheitliches Instrument zur Belohnung dar. Diese veränderten Inhalte und Zielsetzungen der Verdienstorden erweiterten den für Verleihungen in Frage kommenden Personenkreis über den Hochadel hinaus, galt es doch, Verdienste in den unterschiedlichsten Bereichen und Dienststellungen belohnen zu können. Das führte zu einem drastischen Anstieg der in den einzelnen Staaten gestifteten Orden und ließ es sinnvoll erscheinen, eine Hierarchie für die einzelnen Orden eines Landes festzulegen. Das Ordenswesen wurde differenzierter und unterschied zwischen bestimmten hohen Orden, die hauptsächlich an Mitglieder von Herrscherhäusern und Angehörige sehr alten Adels verliehen wurden, Ritterorden, die zumeist Ahnenadel voraussetzten, und den eigentlichen Verdienstorden. Die Möglichkeit, Orden auch an Bürgerliche zu verleihen, entsprach den gesellschaftlichen Strukturen und Erfordernissen des späten 18. Jahrhunderts. Ahnenadel war keine zwingende Voraussetzung mehr. Stattdessen wurde die Verleihung mit einer Erhebung in den Adelstand verbunden, wodurch Inhalte und Verleihungsmodalitäten der frühen Verdienstorden dem absolutistischen System verhaftet blieben; Bauern und Handwerker, einfache Soldaten und Unteroffiziere blieben weiterhin vom Auszeichnungswesen ausgeschlossen. Verdienstorden wurden zum Teil ausschließlich für Verdienste eines bestimmten Typs, beispielsweise militärische, künstlerische oder wissenschaftliche, verliehen. Darüber hinaus wurde innerhalb der einzelnen Orden ein System verschiedener Klassen eingeführt, um Abstufungen nach Rang oder Verdienst der auszuzeichnenden Personen vornehmen zu können.
Zu den historisch bedeutsamsten Verdienstorden zählt der 1693 durch den „Sonnenkönig“ Ludwig XIV. gestiftete Ludwigsorden, der Ordre royal et militaire de Saint-Louis. Er gilt als ältester Verdienstorden und zugleich erster rein militärischer Orden. Stiftungszweck war die Belohnung katholischer Offiziere für zwanzigjährige treue Dienste oder für militärische Erfolge. Das Stiftungsmotiv des von chronischer Geldnot geplagten Herrschers bestand in der kostengünstigen Abfindung seiner verdienten Soldaten, durch ein den Träger auszeichnendes Abzeichen anstelle materieller Zuwendungen.
Eine wesentliche Neuerung des Ludwigsordens gegenüber den bisherigen Haus- und Hoforden bestand in seiner Gliederung, der Orden bestand aus drei Klassen:
- Großkreuz, das an einem breiten, von der Schulter zur Hüfte verlaufenden Schulterband, zusammen mit einem Stern auf der Brust getragen wurde;
- Kommandeurkreuz, das am Schulterband, aber ohne Stern getragen wurde;
- als unterste Stufe das Ritterkreuz, das an einem Ordensband an der linken Brust zu tragen war.

Trageweise des Ritter-, Kommandeurs- und Großkreuz des Ludwigsordens

Diese Dreiteilung entsprach sowohl der Sozialstruktur des 18. Jahrhunderts als auch den Moral- und Ehrvorstellungen des Absolutismus. Sie ermöglichte die Belohnung von Generälen, Stabsoffizieren und Subalternoffizieren entsprechend ihrer Stellung in der militärischen Hierarchie. Die Verleihungsbedingungen waren für jede Klasse unterschiedlich und dergestalt, dass sie nur von Vertretern einer bestimmten Ranggruppe erfüllt werden konnten. So wurden Großkreuze nur für den Sieg in einer Schlacht, das Verteidigen oder Erobern einer Festung oder das erfolgreiche Beenden eines Feldzuges verliehen, was nur von einem Armeebefehlshaber, einem Kommandeur, Marschall oder General überhaupt erfüllt werden konnte.
Der Ludwigsorden wurde zum Vorbild für zahlreiche militärische Verdienstorden, wie beispielsweise den sächsischen Militär-St.-Heinrichs-Orden, den österreichischen Militär-Maria-Theresia-Orden, den bayerischen Militär-Max-Joseph-Orden oder den badischen Militär-Karl-Friedrich-Verdienstorden, aber auch für zivile Verdienstorden wie den Wasaorden, den Annenorden oder den Orden de Isabel la Católica. Auch im zivilen Bereich spiegelten die Ordensklassen den staatlichen Aufbau wider und entsprachen dem Stellenwert von Verwaltungsbehörden sowie dem Rang von Posten und Funktionen, so dass Großkreuze nur an hohe Hof- und Staatsbeamte, beispielsweise Minister, verliehen wurden.
Die Landesherren begannen nunmehr damit, nicht mehr nur Adlige, sondern in zunehmendem Maße auch Angehörige anderer Stände mit tragbaren Abzeichen an sich zu binden oder für die von ihnen geleisteten Dienste zu belohnen. Handelte es sich bei den bisherigen Orden noch um Gemeinschaften mit eng gefasster und an den Stifter gebundener Aufgabenstellung, in die nur wenige Personen eines begrenzten Kreises aufgenommen wurden, so waren die Verdienstorden nur mehr Mittel und Instrument zur Würdigung und Belohnung geleisteter Verdienste. Die Auszeichnung erfolgte nicht mehr durch Aufnahme in eine reale oder symbolische Gemeinschaft, sondern ausschließlich durch die Verleihung selbst, das heißt durch die Übergabe eines Ordenszeichens. Die übergebene Insigne war nicht mehr äußeres Zeichen für die Zugehörigkeit zu einem Orden, sondern das verliehene Kleinod, die Ordensdekoration selbst, war die Auszeichnung. Stand der Terminus „Orden“ ursprünglich für eine Institution, so wurde man nun nicht mehr in einen Orden (eine Ordensgemeinschaft) aufgenommen, sondern mit einem Orden (einem Abzeichen) beliehen, was häufig mit der Vergabe von Ämtern und Würden einherging. „Verleihung“ ist in diesem Fall wörtlich zu verstehen. Der Orden wurde vom Souverän bzw. in seinem Auftrag auf Lebenszeit geliehen, nach dem Tode des Beliehenen musste die Insigne von den Erben oder Nachkommen an den Stifter bzw. von ihm beauftragte Organe zurückgegeben werden. Auf die Orden vieler Länder trifft die Rückgabepflicht auch heute noch zu, beispielsweise auf den Pour le Mérite für Wissenschaften und Künste. Zudem wurden vermehrt affiliierte Ehrenzeichen und Medaillen den Orden zugeordnet, damit Bürgerliche oder Subalterne ebenfalls ausgezeichnet werden konnten.
Abweichend von der Ein- bzw. Dreiklassigkeit bisheriger Haus- und Verdienstorden, besaß die Ehrenlegion zunächst eine vier- später fünfklassige Gliederung. Diese entwickelte sich schließlich zur internationalen Norm für die bedeutendsten zivilen Verdienstorden, darunter der Verdienstorden der Bundesrepublik Deutschland:
- Großkreuz (Grand-Croix)
- Großoffizier oder Großkomtur (Grand Officier)
- Kommandeur oder Komtur (Commandeur)
- Offizier (Officier)
- Ritter (Chevalier)

Die Französische Revolution und die Ehrenlegion als ein äußeres Zeichen der gesellschaftlichen Veränderungen beeinflusste das Auszeichnungswesen anderer Länder. Zahlreiche Verdienstauszeichnungen wurden neu geschaffen und deckten ein breites Leistungs- und Verdienstspektrum verschiedener Bereiche, Berufe, Ämter und Dienststellungen ab. Verdienste im wissenschaftlich-technischen und im militärischen Bereich sowie bei der Bewältigung von Verwaltungsaufgaben wurden durch die Verleihung von Verdienstorden gewürdigt. Viele bestehende Orden wurden um weitere Klassen oder um angeschlossene Ehrenzeichen in Form einer Medaille, eines Kreuzes o. ä. erweitert, wodurch auch untere Berufsgruppen im Staatsapparat und niedere militärische Ränge in den Genuss von Auszeichnungen kommen konnten. In der Fachsprache werden derartige Ehrenzeichen, die einem Orden angeschlossen sind, als affiliierte Medaillen oder Kreuze bezeichnet.

## Liste der Verdienstorden im deutschsprachigen Raum
Der älteste durchgängig verliehene Verdienstorden im deutschsprachigen Raum ist der 1841 gestiftete luxemburgische Orden der Eichenkrone. Der Militär- und Zivildienst-Orden Adolphs von Nassau von 1858 wird um Verdienste um das großherzogliche Haus vergeben, der Verdienstorden des Großherzogtums Luxemburg als Dienstauszeichnung.
In der Bundesrepublik Deutschland werden folgende Verdienstorden verliehen:
- Verdienstorden der Bundesrepublik Deutschland
- Bayerischer Maximiliansorden für Wissenschaft und Kunst
- Bayerischer Verdienstorden
- Verdienstorden des Landes Baden-Württemberg
- Verdienstorden des Landes Berlin
- Verdienstorden des Landes Brandenburg (auch Roter Adlerorden genannt)
- Hessischer Verdienstorden
- Verdienstorden des Landes Mecklenburg-Vorpommern
- Niedersächsischer Verdienstorden

- Verdienstorden des Landes Nordrhein-Westfalen
- Verdienstorden des Landes Rheinland-Pfalz
- Verdienstorden des Freistaats Thüringen
- Saarländischer Verdienstorden
- Sächsischer Verdienstorden (1996)
- Verdienstorden des Landes Sachsen-Anhalt (2006)
- Verdienstorden des Landes Schleswig-Holstein

Die Republik Österreich verleiht das Ehrenzeichen für Verdienste um die Republik Österreich, das formell kein Orden ist, aber den Zweck eines Verdienstordens erfüllt. Aktuell (2024) wird ein Verdienstorden von je einem Land verliehen:
- Kärntner Landesorden
- Tiroler Adler-Orden

Der Fürst von Liechtenstein verleiht den Fürstlich Liechtensteinischen Verdienstorden.
In der Schweiz werden traditionell keine Orden vergeben.